# Topographische Karte von Baden-Württemberg 1:25.000

Lage von Baden-Württemberg

Die Topographische Karte von Baden-Württemberg ist ein Kartenwerk des deutschen Bundeslandes Baden-Württemberg anhand von topographischen Karten im Maßstab 1:25.000 (TK 25), früher als Messtischblätter bezeichnet. Die TK-25-Blätter stellen Baden-Württemberg geometrisch korrekt dar und werden in ihrer jeweils neusten Fassung vom Landesamt für Geoinformation und Landentwicklung (LGL) erarbeitet.

## Geschichte

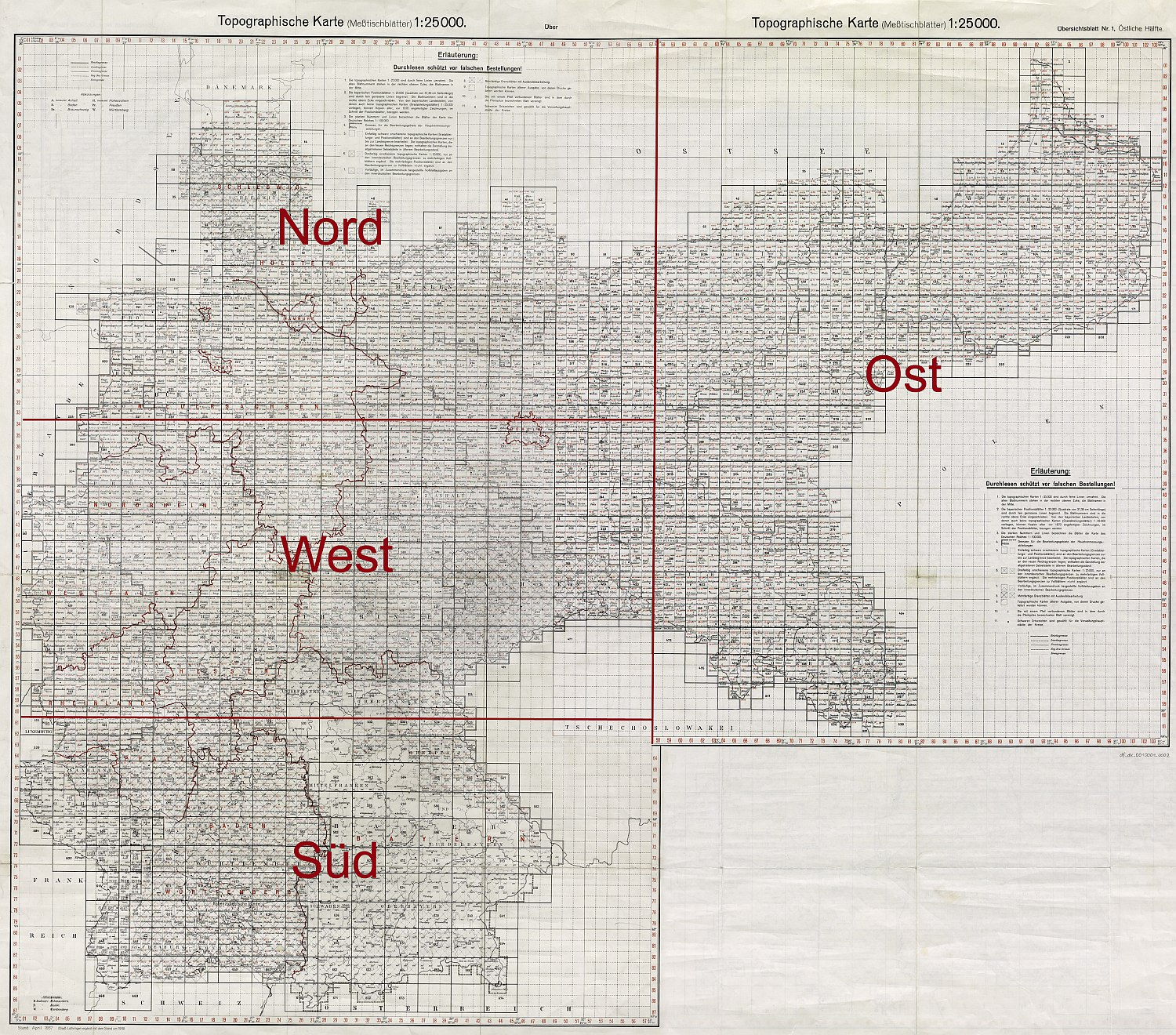
Gliederung der topographische Karten (Meßtischblätter) im Deutschen Reich 1:25.000; Mit vierstelligen Blattnummern seit 1937;
Das heutige Gebiet von Baden-Württemberg lag in den Zeilen 62 bis 84 und in den Spalten 11 bis 28 im damaligen Abschnitt Süd;
Die vierstelligen Nummern werden bis heute verwendet, teilweise jedoch mit anderer Blattbezeichnung (bedeutender Ort)

Die auch heute noch gebräuchliche Bezeichnung TK 25 entstand seit den Anfangsjahren des Deutschen Reiches, zunächst im Königreich Preußen, ab 1876 bis zum Beginn des 20. Jahrhunderts.
In der Folge wurden topographische Karten auch in Baden und Württemberg durch Generalisierung aus bestehenden Höhenflurkarten auf Grundlage des zuvor geschaffenen Lagefestpunktfeldes erstellt. Die Karten waren im preußischen Bearbeitungsgebiet ursprünglich in Schwarz-Weiß gehalten. In Baden und Württemberg erschienen die Karten jedoch dreifarbig mit schwarzem Grundriss, braunen Höhenlinien und blauen Gewässern. Standard ist heute eine vierfarbige Ausgabe mit zusätzlichen grünen Waldflächen.
Die Topographische Karte 1:25.000 wird derzeit auf eine neue, bundeseinheitliche Kartengraphik umgestellt. Die Umstellung der einzelnen Kartenblätter erfolgt in Baden-Württemberg fortlaufend im Zuge der Aktualisierung. Der aktuelle Stand der Umstellung wird auf der Webseite des LGL vermerkt. Karten, die bereits in neuer Kartengraphik vorliegen, sind durch eine grüne Dreiecksmarkierung gekennzeichnet.

## Blattbezeichnung
Ursprünglich waren die Messtischblätter zeilenweise von West nach Ost im Norden beginnend fortlaufend durchnummeriert.
Die einzelnen Blätter werden seit 1937 mit vierstelligen Nummern bezeichnet, wobei die ersten beiden Stellen die Zeile einer Nord-Süd-Abfolge repräsentieren, die letzten beiden Stellen dagegen die Spalte einer West-Ost-Abfolge; der Name des jeweils größten oder (historisch) bedeutendsten Ortes im abgebildeten Gebiet kann ebenfalls zur Blattbezeichnung herangezogen werden.
Beispiele: 
- „6223 Wertheim“ ist das Blatt in der 62. Reihe von Norden und der 23. Spalte von Westen, mit Wertheim als dem größten Ort (und dem nördlichsten Punkt von Baden-Württemberg bei Wertheim-Dertingen),[1]
- „7328 Wittislingen“ ist das Blatt in der 73. Reihe von Norden und der 28. Spalte von Westen, mit dem benachbarten bayerischen Wittislingen als dem größten Ort (und dem östlichsten Punkt von Baden-Württemberg bei Dischingen-Demmingen),[1]
- „8311 Lörrach“ ist das Blatt in der 83. Reihe von Norden und der 11. Spalte von Westen, mit Lörrach als dem größten Ort (und dem westlichsten Punkt von Baden-Württemberg)[1] oder
- „8412 Rheinfelden (Baden)“ ist das Blatt in der 84. Reihe von Norden und der 12. Spalte von Westen, mit Rheinfelden (Baden) als dem größten Ort (und dem südlichsten Punkt von Baden-Württemberg).[1]

Größere Städte werden zum Teil auch auf mehreren nebeneinander liegenden Blätter genannt, beispielsweise „7120 Stuttgart-Nordwest“, „7121 Stuttgart-Nordost“, „7220 Stuttgart-Südwest“ und „7221 Stuttgart-Südost“, jeweils mit der Landeshauptstadt Stuttgart als bedeutendstem Ort.
Die historischen Bezeichnungen der Blätter weichen in einigen Fällen von den heutigen Bezeichnungen ab, beispielsweise hießen die heutigen Blätter „6323 Tauberbischofsheim-West“, „6324 Tauberbischofsheim-Ost“ und „6423 Ahorn“ früher „6323 Tauberbischofsheim“, „6324 Grünsfeld“ und „6423 Gissigheim“. Dies kann verschiedene Gründe haben: Ein bedeutender Ort kann sich in den Bereich eines anderen Blattes ausgedehnt haben (z. B. Tauberbischofsheim vom Blatt Nr. 6323 zu Blatt Nr. 6324) oder ein neuer bedeutender Ort wurde gewählt, unter anderem nachdem im Bereich eines Blattes im Zuge einer Gebietsreform eine neue Gemeinde entstand, anhand derer das entsprechende Blatt in der Folge neu bezeichnet wurde (z. B. die Gemeinde Ahorn durch die Gebietsreform in Baden-Württemberg bei Blatt Nr. 6423).

## TK 25-Blätter von Baden-Württemberg
Die folgende Tabelle bietet eine Übersicht der einzelnen topographischen Karten im Maßstab 1:25.000 (TK 25) von Baden-Württemberg mit den heutigen Blattbezeichnungen. Kursiv dargestellt sind Blätter benachbarter Landesvermessungsbehörden, bei denen die topographischen Karten zum größten Teil in einem benachbarten Bundesland (Bayern, Hessen oder Rheinland-Pfalz) liegen:
|    | 11                       | 12                                 | 13                                | 14                          | 15                             | 16                               | 17                              | 18                          | 19                         | 20                        | 21                      | 22                         | 23                            | 24                                 | 25                                | 26                           | 27                         | 28                    |
| -- | ------------------------ | ---------------------------------- | --------------------------------- | --------------------------- | ------------------------------ | -------------------------------- | ------------------------------- | --------------------------- | -------------------------- | ------------------------- | ----------------------- | -------------------------- | ----------------------------- | ---------------------------------- | --------------------------------- | ---------------------------- | -------------------------- | --------------------- |
| 62 | –                        | –                                  | –                                 | –                           | –                              | –                                | –                               | –                           | –                          | –                         | 6221 Miltenberg 1       | 6222 Stadtprozelten        | 6223 Wertheim                 | 6224 Helmstadt 1                   | –                                 | –                            | –                          | –                     |
| 63 | –                        | –                                  | –                                 | –                           | –                              | –                                | 6317 Bensheim 2                 | 6318 Lindenfels 2           | –                          | –                         | 6321 Amorbach 1         | 6322 Hardheim              | 6323 Tauberbischofsheim-West  | 6324 Tauberbischofsheim-Ost        | 6325 Giebelstadt 1                | –                            | –                          | –                     |
| 64 | –                        | –                                  | –                                 | –                           | –                              | 6416 Mannheim-Nordwest 3         | 6417 Mannheim-Nordost           | 6418 Weinheim 2             | 6419 Beerfelden 2          | 6420 Mudau-Schloßau       | 6421 Buchen (Odenwald)  | 6422 Walldürn              | 6423 Ahorn                    | 6424 Lauda-Königshofen             | 6425 Röttingen 1                  | 6426 Aub 1                   | –                          | –                     |
| 65 | –                        | –                                  | –                                 | –                           | –                              | 6516 Mannheim-Südwest 3          | 6517 Mannheim-Südost            | 6518 Heidelberg-Nord        | 6519 Eberbach              | 6520 Waldbrunn            | 6521 Limbach            | 6522 Adelsheim             | 6523 Boxberg                  | 6524 Bad Mergentheim               | 6525 Weikersheim                  | 6526 Creglingen              | –                          | –                     |
| 66 | –                        | –                                  | –                                 | –                           | –                              | 6616 Speyer 3                    | 6617 Schwetzingen               | 6618 Heidelberg-Süd         | 6619 Helmstadt-Bargen      | 6620 Mosbach              | 6621 Billigheim         | 6622 Möckmühl              | 6623 Ingelfingen              | 6624 Mulfingen                     | 6625 Schrozberg-West              | 6626 Schrozberg-Ost          | –                          | –                     |
| 67 | –                        | –                                  | –                                 | –                           | –                              | 6716 Germersheim 3               | 6717 Waghäusel                  | 6718 Wiesloch               | 6719 Sinsheim              | 6720 Bad Rappenau         | 6721 Bad Friedrichshall | 6722 Hardthausen am Kocher | 6723 Öhringen                 | 6724 Künzelsau                     | 6725 Gerabronn                    | 6726 Rot am See              | –                          | –                     |
| 68 | –                        | –                                  | –                                 | –                           | –                              | 6816 Graben-Neudorf              | 6817 Bruchsal                   | 6818 Kraichtal              | 6819 Eppingen              | 6820 Schwaigern           | 6821 Heilbronn          | 6822 Obersulm              | 6823 Pfedelbach               | 6824 Schwäbisch Hall               | 6825 Ilshofen                     | 6826 Crailsheim              | 6827 Feuchtwangen-West 1   | –                     |
| 69 | –                        | –                                  | –                                 | –                           | 6915 Wörth am Rhein 3          | 6916 Karlsruhe-Nord              | 6917 Weingarten (Baden)         | 6918 Bretten                | 6919 Güglingen             | 6920 Brackenheim          | 6921 Großbottwar        | 6922 Wüstenrot             | 6923 Sulzbach an der Murr     | 6924 Gaildorf                      | 6925 Obersontheim                 | 6926 Stimpfach               | 6927 Dinkelsbühl           | 6928 Weiltingen 1     |
| 70 | –                        | –                                  | –                                 | 7014 Scheibenhardt          | 7015 Rheinstetten              | 7016 Karlsruhe-Süd               | 7017 Pfinztal                   | 7018 Pforzheim-Nord         | 7019 Mühlacker             | 7020 Bietigheim-Bissingen | 7021 Marbach am Neckar  | 7022 Backnang              | 7023 Murrhardt                | 7024 Gschwend                      | 7025 Sulzbach-Laufen              | 7026 Ellwangen (Jagst)-West  | 7027 Ellwangen (Jagst)-Ost | 7028 Unterschneidheim |
| 71 | –                        | –                                  | –                                 | 7114 Iffezheim              | 7115 Rastatt                   | 7116 Malsch                      | 7117 Birkenfeld                 | 7118 Pforzheim-Süd          | 7119 Rutesheim             | 7120 Stuttgart-Nordwest   | 7121 Stuttgart-Nordost  | 7122 Winnenden             | 7123 Schorndorf               | 7124 Schwäbisch Gmünd-Nord         | 7125 Mögglingen                   | 7126 Aalen                   | 7127 Westhausen            | 7128 Nördlingen       |
| 72 | –                        | –                                  | 7213 Lichtenau-Scherzheim         | 7214 Sinzheim               | 7215 Baden-Baden               | 7216 Gernsbach                   | 7217 Bad Wildbad                | 7218 Calw                   | 7219 Weil der Stadt        | 7220 Stuttgart-Südwest    | 7221 Stuttgart-Südost   | 7222 Plochingen            | 7223 Göppingen                | 7224 Schwäbisch Gmünd-Süd          | 7225 Heubach                      | 7226 Oberkochen              | 7227 Neresheim-West        | 7228 Neresheim-Ost    |
| 73 | –                        | 7312 Rheinau (1/2)                 | 7313 Rheinau (2/2)                | 7314 Bühl                   | 7315 Bühlertal                 | 7316 Forbach                     | 7317 Neuweiler                  | 7318 Wildberg               | 7319 Gärtringen            | 7320 Böblingen            | 7321 Filderstadt        | 7322 Kirchheim unter Teck  | 7323 Weilheim an der Teck     | 7324 Geislingen an der Steige-West | 7325 Geislingen an der Steige-Ost | 7326 Heidenheim an der Brenz | 7327 Giengen an der Brenz  | 7328 Wittislingen 1   |
| 74 | –                        | 7412 Kehl (1/2)                    | 7413 Kehl (2/2)                   | 7414 Oberkirch              | 7415 Seebach                   | 7416 Baiersbronn                 | 7417 Altensteig                 | 7418 Nagold                 | 7419 Herrenberg            | 7420 Tübingen             | 7421 Metzingen          | 7422 Lenningen             | 7423 Wiesensteig              | 7424 Deggingen                     | 7425 Lonsee                       | 7426 Langenau                | 7427 Sontheim an der Brenz | –                     |
| 75 | –                        | 7512 Neuried                       | 7513 Offenburg                    | 7514 Gengenbach             | 7515 Oppenau                   | 7516 Freudenstadt                | 7517 Dornstetten                | 7518 Horb am Neckar         | 7519 Rottenburg am Neckar  | 7520 Mössingen            | 7521 Reutlingen         | 7522 Bad Urach             | 7523 Münsingen                | 7524 Blaubeuren                    | 7525 Ulm-Nordwest                 | 7526 Ulm-Nordost 1           | 7527 Günzburg 1            | –                     |
| 76 | –                        | 7612 Lahr/Schwarzwald-West         | 7613 Lahr/Schwarzwald-Ost         | 7614 Zell am Harmersbach    | 7615 Wolfach                   | 7616 Alpirsbach                  | 7617 Sulz am Neckar             | 7618 Haigerloch             | 7619 Hechingen             | 7620 Jungingen            | 7621 Trochtelfingen     | 7622 Hohenstein            | 7623 Mehrstetten              | 7624 Schelklingen                  | 7625 Ulm-Südwest                  | 7626 Ulm-Südost (Neu-Ulm) 1  | –                          | –                     |
| 77 | 7711 Ettenheim (1/2)     | 7712 Ettenheim (2/2)               | 7713 Schuttertal                  | 7714 Haslach im Kinzigtal   | 7715 Hornberg                  | 7716 Schramberg                  | 7717 Oberndorf am Neckar        | 7718 Geislingen             | 7719 Balingen              | 7720 Albstadt             | 7721 Gammertingen       | 7722 Zwiefalten            | 7723 Munderkingen             | 7724 Ehingen (Donau)               | 7725 Laupheim                     | 7726 Illertissen 1           | –                          | –                     |
| 78 | 7811 Wyhl am Kaiserstuhl | 7812 Kenzingen                     | 7813 Emmendingen                  | 7814 Elzach                 | 7815 Triberg im Schwarzwald    | 7816 St. Georgen im Schwarzwald  | 7817 Rottweil                   | 7818 Wehingen               | 7819 Meßstetten            | 7820 Winterlingen         | 7821 Veringenstadt      | 7822 Riedlingen            | 7823 Uttenweiler              | 7824 Biberach an der Riß-Nord      | 7825 Schwendi                     | 7826 Kirchberg an der Iller  | –                          | –                     |
| 79 | 7911 Breisach am Rhein   | 7912 Freiburg im Breisgau-Nordwest | 7913 Freiburg im Breisgau-Nordost | 7914 St. Peter              | 7915 Furtwangen im Schwarzwald | 7916 Villingen-Schwenningen-West | 7917 Villingen-Schwenningen-Ost | 7918 Spaichingen            | 7919 Mühlheim an der Donau | 7920 Leibertingen         | 7921 Sigmaringen        | 7922 Bad Saulgau-West      | 7923 Bad Saulgau-Ost          | 7924 Biberach an der Riß-Süd       | 7925 Ochsenhausen                 | 7926 Rot an der Rot          | –                          | –                     |
| 80 | 8011 Hartheim            | 8012 Freiburg im Breisgau-Südwest  | 8013 Freiburg im Breisgau-Südost  | 8014 Hinterzarten           | 8015 Titisee-Neustadt          | 8016 Donaueschingen              | 8017 Geisingen                  | 8018 Tuttlingen             | 8019 Neuhausen ob Eck      | 8020 Meßkirch             | 8021 Pfullendorf        | 8022 Ostrach               | 8023 Aulendorf                | 8024 Bad Waldsee                   | 8025 Bad Wurzach                  | 8026 Aitrach                 | –                          | –                     |
| 81 | 8111 Müllheim            | 8112 Staufen im Breisgau           | 8113 Todtnau                      | 8114 Feldberg (Schwarzwald) | 8115 Lenzkirch                 | 8116 Löffingen                   | 8117 Blumberg                   | 8118 Engen                  | 8119 Eigeltingen           | 8120 Stockach             | 8121 Heiligenberg       | 8122 Wilhelmsdorf          | 8123 Weingarten               | 8124 Wolfegg                       | 8125 Leutkirch im Allgäu-West     | 8126 Leutkirch im Allgäu-Ost | –                          | –                     |
| 82 | 8211 Kandern             | 8212 Malsburg-Marzell              | 8213 Zell im Wiesental            | 8214 St. Blasien            | 8215 Ühlingen-Birkendorf       | 8216 Stühlingen                  | 8217 Tengen-Wiechs am Randen    | 8218 Gottmadingen           | 8219 Singen (Hohentwiel)   | 8220 Überlingen-West      | 8221 Überlingen-Ost     | 8222 Markdorf              | 8223 Ravensburg               | 8224 Vogt                          | 8225 Kißlegg                      | 8226 Isny im Allgäu-Nord     | –                          | –                     |
| 83 | 8311 Lörrach             | 8312 Schopfheim                    | 8313 Wehr                         | 8314 Görwihl                | 8315 Waldshut-Tiengen          | 8316 Klettgau                    | 8317 Jestetten (1/2)            | 8318 Gailingen am Hochrhein | 8319 Öhningen              | 8320 Konstanz-West        | 8321 Konstanz-Ost       | 8322 Friedrichshafen       | 8323 Tettnang                 | 8324 Wangen im Allgäu-West         | 8325 Wangen im Allgäu-Ost 1       | 8326 Isny im Allgäu-Süd 1    | –                          | –                     |
| 84 | 8411 Weil am Rhein       | 8412 Rheinfelden (Baden)           | 8413 Bad Säckingen                | 8413 Laufenburg (Baden)     | 8415 Küssaberg-Dangstetten     | 8416 Hohentengen am Hochrhein    | 8417 Jestetten (2/2)            | –                           | –                          | –                         | –                       | –                          | 8423 Kressbronn am Bodensee 1 | –                                  | –                                 | –                            | –                          | –                     |